# Physogyra lichtensteini

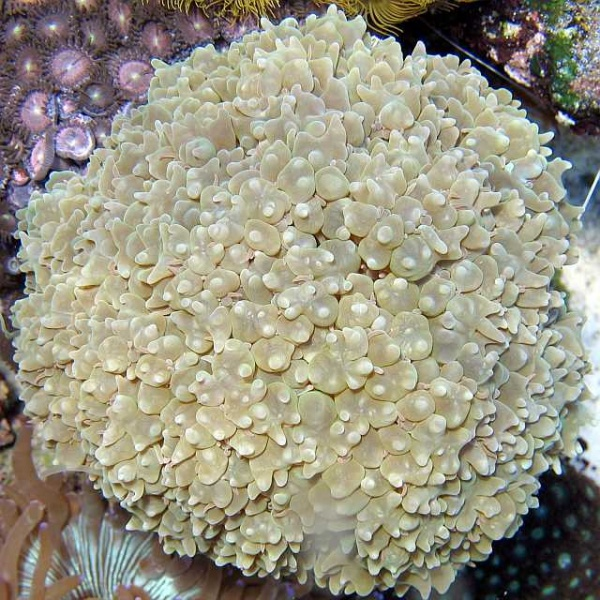
Physogyra con vesículas muy diferentes a las de Plerogyra

Physogyra lichtensteini es una especie de coral de la familia Scleractinia incertae sedis, de la clase Anthozoa.  
Physogyra es un género de coral marino monoespecífico: el Physogyra lichtensteini, dado el que Physogyra exerta Nemenzo & Ferraris, 1982, es considerada especie nomen dubium por el Registro Mundial de Especies Marinas. Aunque algunos autores lo clasifiquen como una variedad del género Plerogyra, de la misma familia, el Plerogyra exerta. Las diferencias aparentes entre ambos géneros estriban en que el Physogyra posee muchas más vesículas que el Plerogyra, y son de menor tamaño, al tiempo que la forma de sus vesículas, en ocasiones, presenta protuberancias que rompen la forma de grano de uva. 

## Morfología
Las colonias son meandroides, con valles cortos, ampliamente separados, e interconectados con un coenesteum ligero. Las series de cálices están unidas lateralmente a las series adyacentes, lo que distingue al género del emparentado y similar Plerogyra. Los septa son grandes, no perforados, y carecen de columnela.
Las colonias son grandes, y algunas pueden alcanzar más de 3 m de diámetro. Durante el día recubre su cuerpo con vesículas de forma ovalada, que recuerdan a los granos de uva, parecidas a las de la especie Plerogyra sinuosa, o con forma más aplastada y con un apéndice saliente. Por la noche, retrae parcialmente las vesículas y extiende tentáculos urticantes para alimentarse. Su color es gris perla, en ocasiones verde pálido.

## Alimentación
En la naturaleza se nutre principalmente de plancton, y de la fotosíntesis realizada por las algas zooxantelas que habitan el tejido de sus pólipos. Las algas realizan la fotosíntesis produciendo oxígeno y azúcares, que son aprovechados por los corales, y se alimentan de los catabolitos del coral, especialmente fósforo y nitrógeno.

## Reproducción
Hay colonias de Physogyra macho y hembra, en la mayoría de corales no es así. Normalmente producen esperma y huevos que se fertilizan en el agua, aunque en algunas zonas ecuatoriales incuban las larvas internamente. El desove masivo de las colonias ocurre en verano, durante tres noches, dependiendo de la fase lunar. El tamaño de la colonia no influye en el número de huevos o esperma por pólipo, ni en la cantidad de testículos por pólipo.
Los huevos una vez en el exterior, permanecen a la deriva arrastrados por las corrientes varios días. En su interior contienen agentes bloqueantes de radiación ultravioleta para protegerles durante su fase planctónica.
Más tarde se forma una larva plánula que, tras deambular por la columna de agua marina, y, según estudios de biología marina, en un porcentaje de supervivencia que oscila entre el 18 y el 25 %, debido a factores físicos, como el viento, el oleaje o la salinidad, y biológicos, como la abundancia de predadores, cae al fondo, se adhiere a él y comienza su vida sésil. Entre el asentamiento y las larvas recién asentadas la mortalidad es muy alta. Una vez asentadas, las larvas se metamorfosean a pólipo, secretando carbonato cálcico para conformar un esqueleto, o coralito. 
Posteriormente, forman la colonia mediante la división de los pólipos por gemación.

## Galería

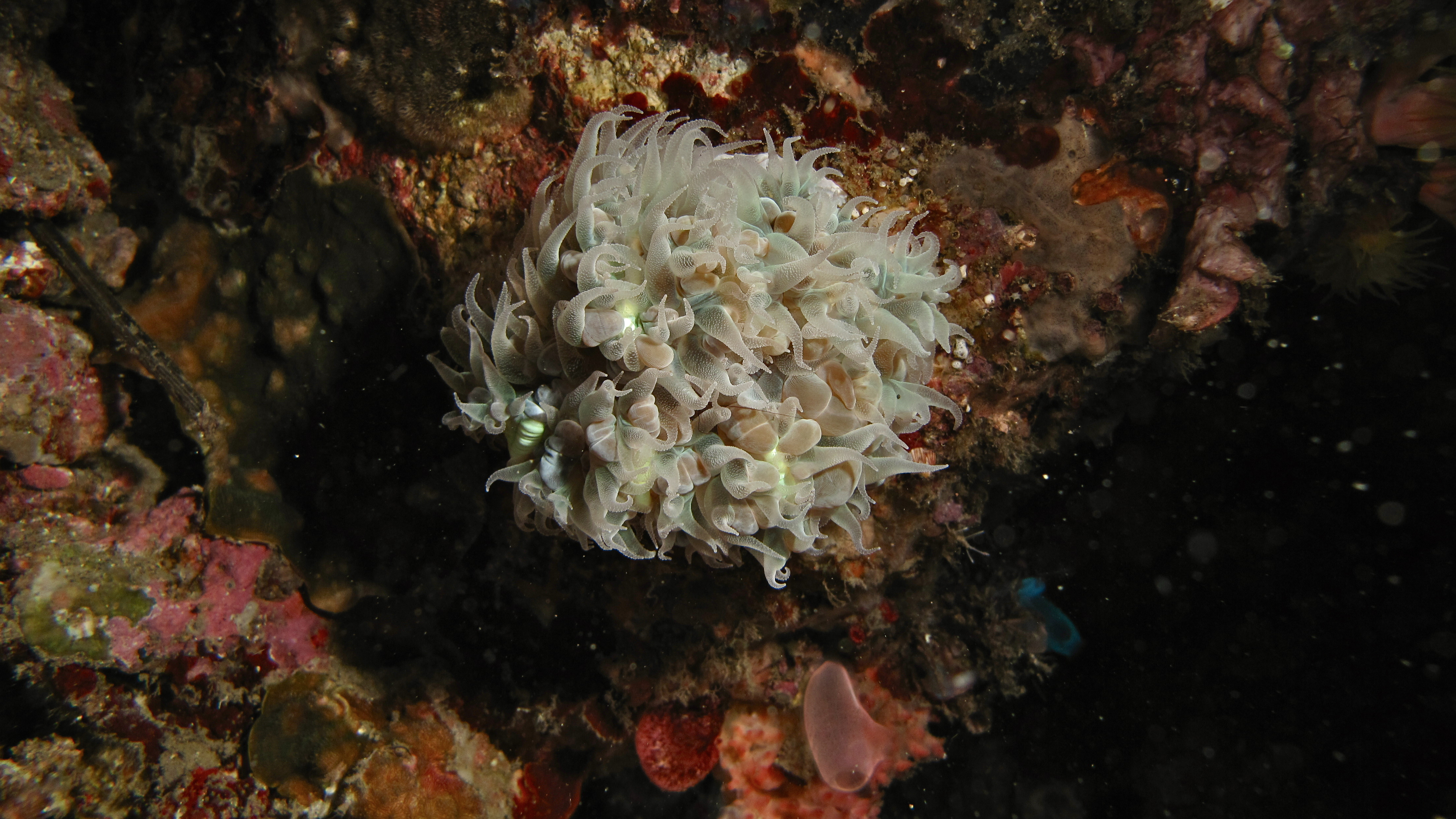
Physogyra con vesículas retraídas y tentáculos extendidos
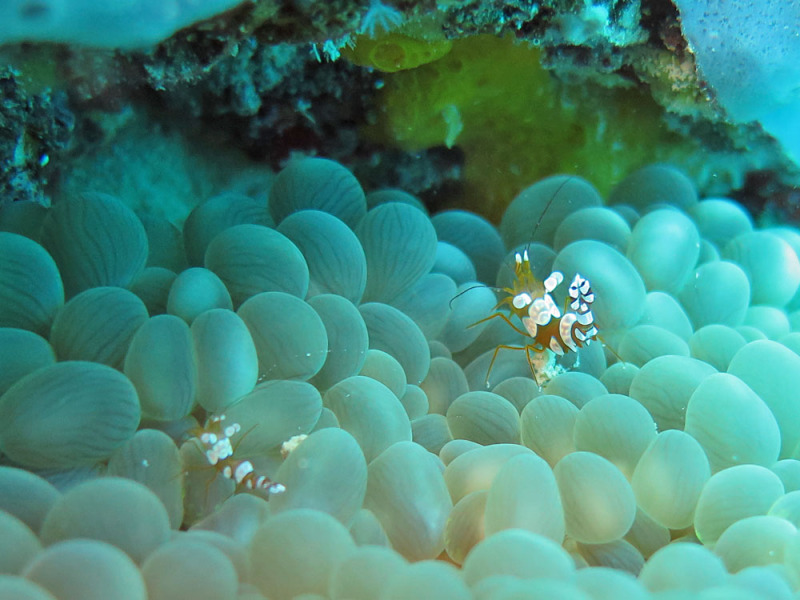
Pareja de gambas asociadas Thor amboinensis
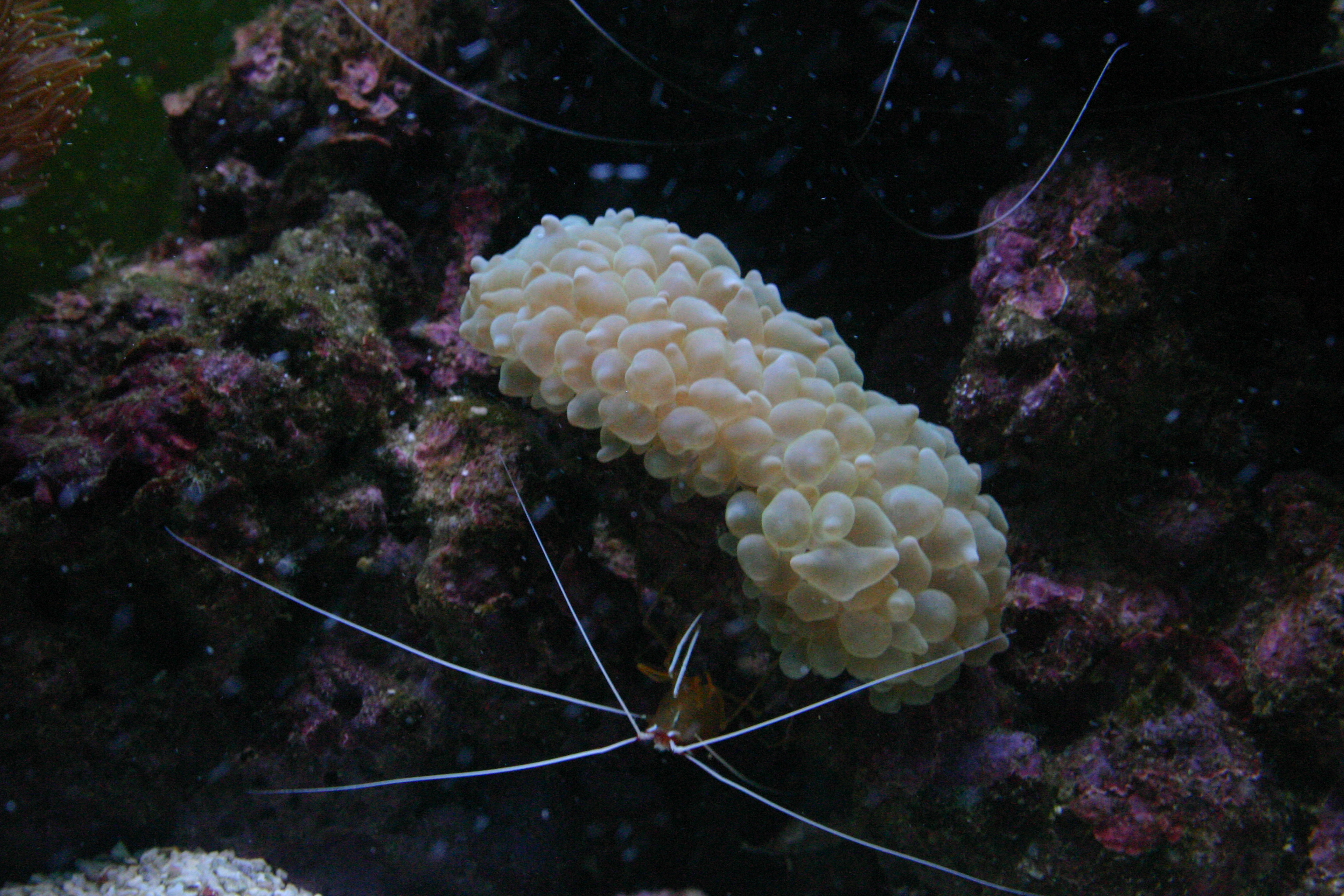
Camarón limpiador Lysmata amboinensis en P. lichtensteini
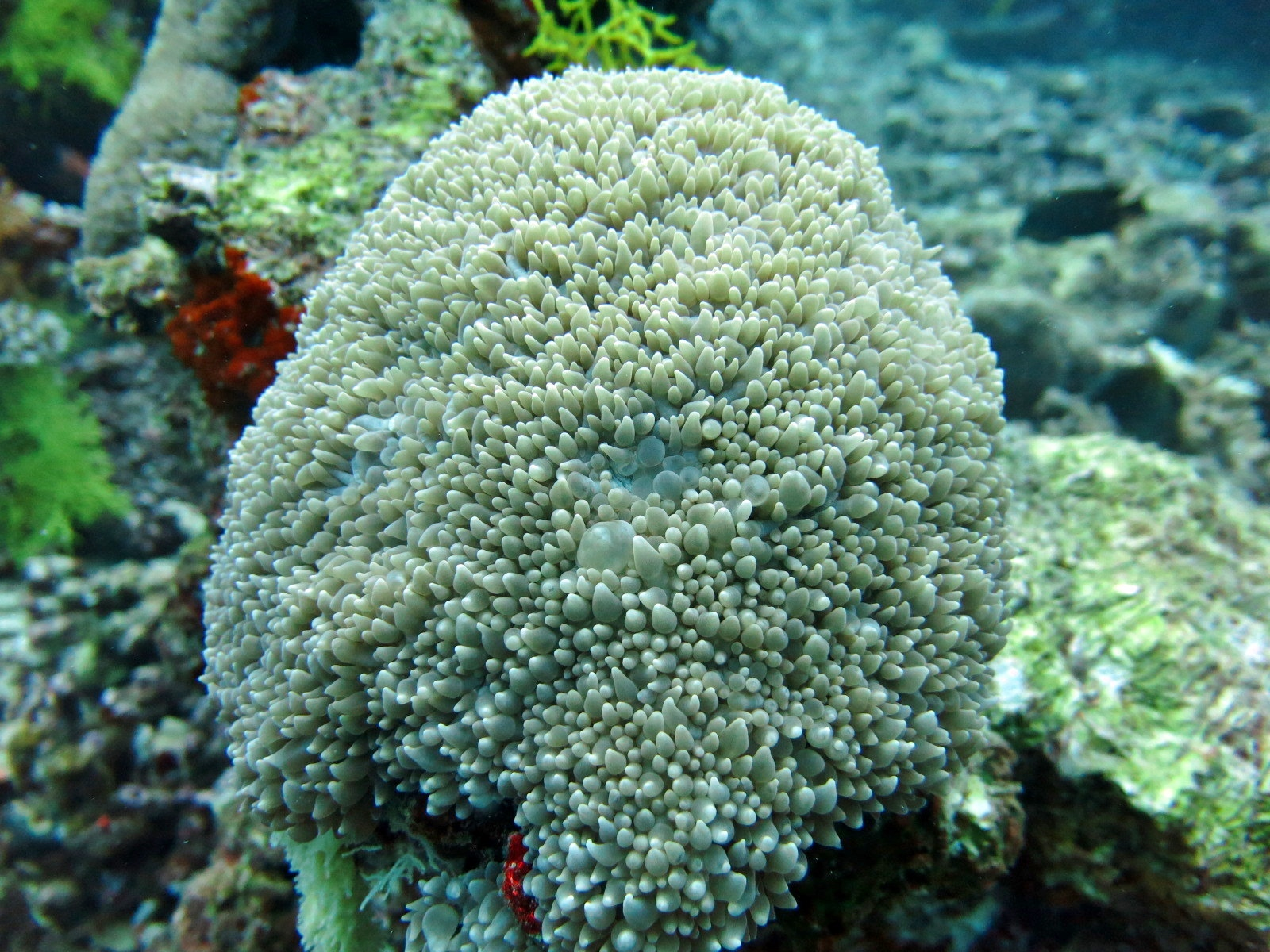
Colonia en el atolón Baa, Maldivas
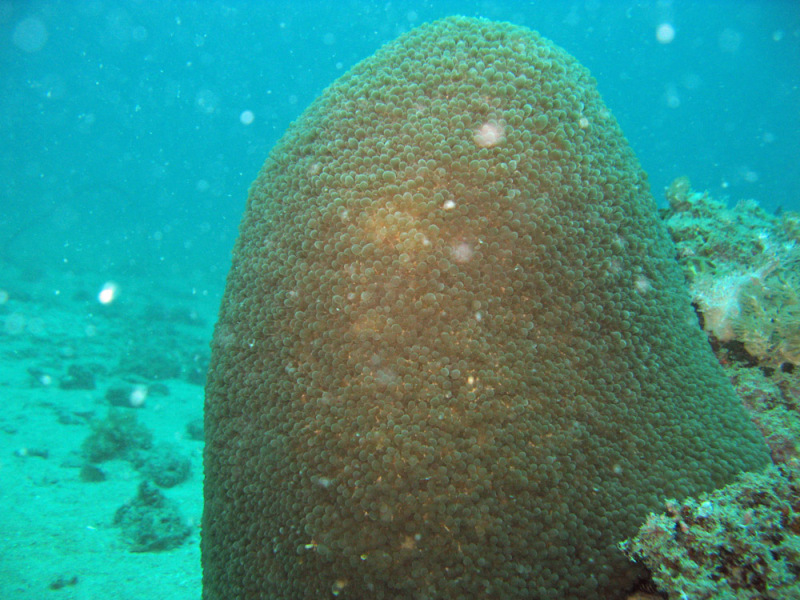
Colonia de 60 cm de alto en isla Lizard, Australia
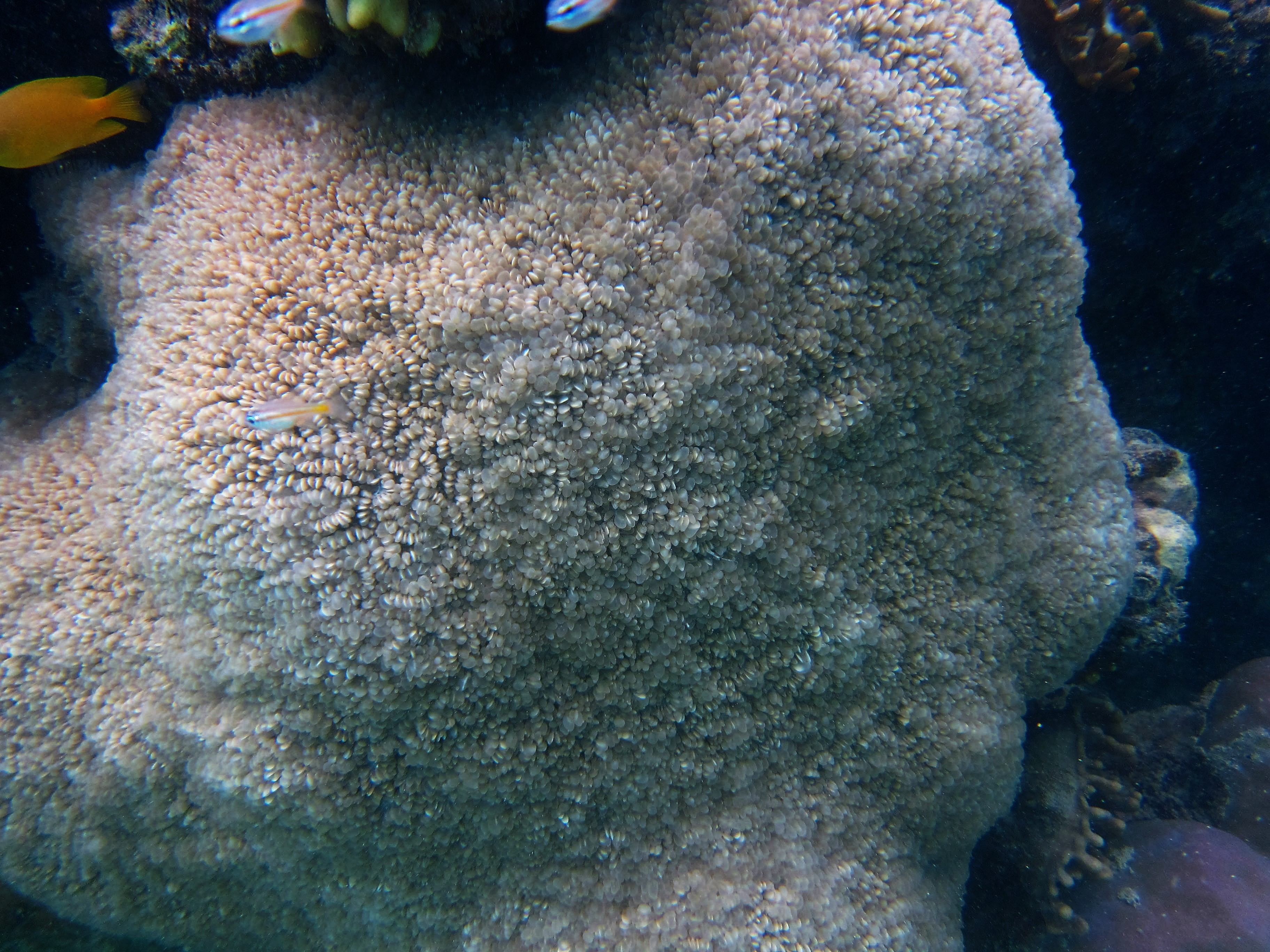
Colonia semiretraída en isla Lizard

## Hábitat y distribución
Localizado en aguas tranquilas y superficiales, en ocasiones túrbidas y sin mucha iluminación, aunque se localiza en la mayor parte de hábitats del arrecife, tanto en lagunas, como espacios arenosos entre arrecifes, arrecifes interiores, y canales y arrecifes exteriores. Desde 1 a 20 m de profundidad. Suelen tener asociadas pequeñas gambas comensales en relación de mutualismo.
Se encuentra en los océanos Índico y Pacífico, desde Mozambique y el mar Rojo hasta el sur de Japón, norte de Australia y las islas Fiyi.

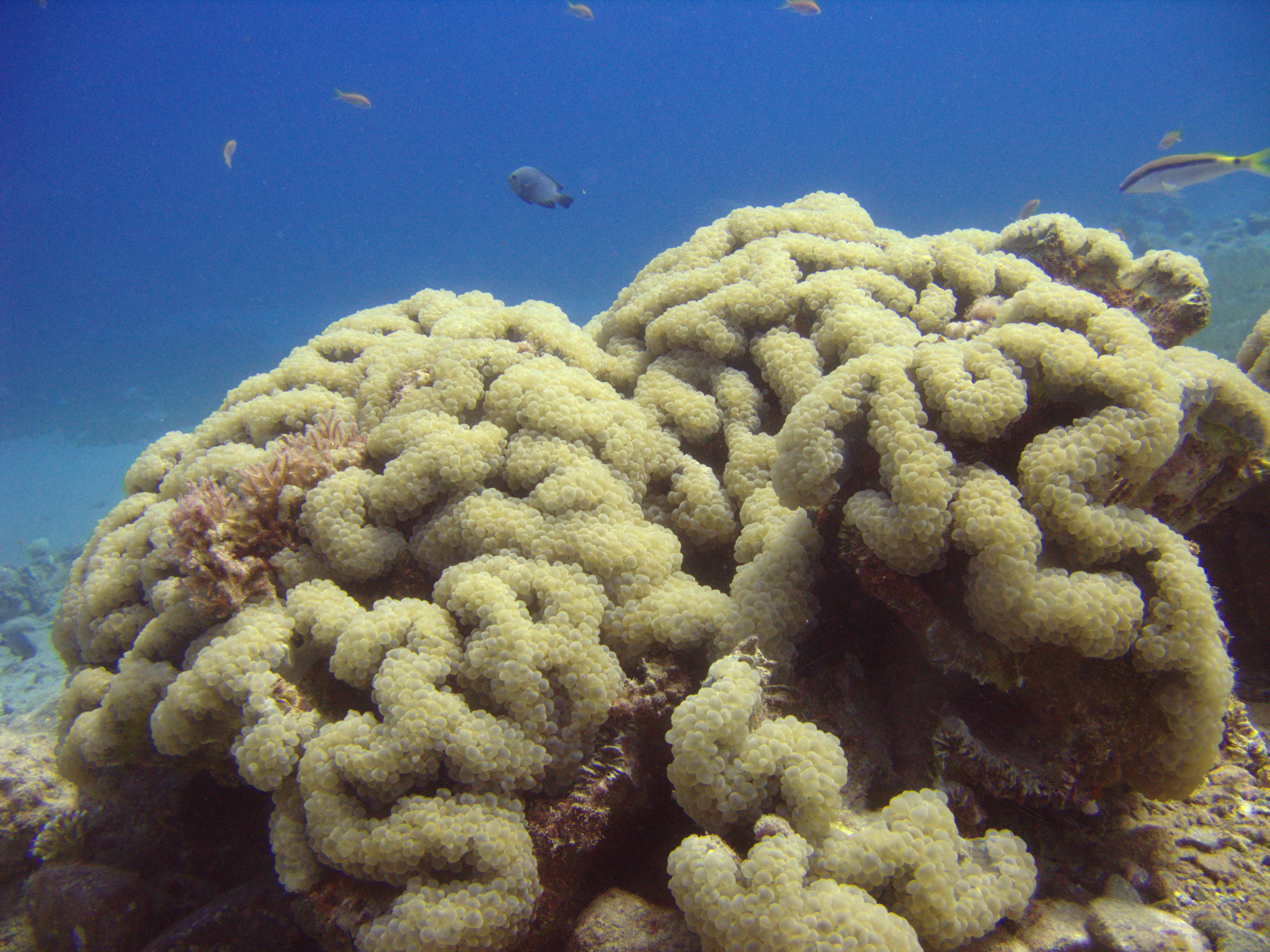
Physogyra en Dhahab Janub Sina', Egipto

Es especie nativa de Arabia Saudí; Australia; Baréin; Birmania; Comoros; Egipto; Emiratos Árabes Unidos; Eritrea; Filipinas; Fiyi; Guam; India; Indonesia; Irán; Irak; Israel; Japón; Jordania; Kenia; Kiribati; Kuwait; Madagascar; Malasia; Maldivas; Islas Marianas del Norte; Islas Marshall; Mauritius; Mayotte; Micronesia; Mozambique; Nauru; Nueva Caledonia; Omán; Pakistán; Palaos; Papúa Nueva Guinea; Catar; Reunión; Seychelles; Singapur; Islas Salomón; Somalia; Sri Lanka; Sudán; Taiwán (China); Tanzania; Tuvalu; Vanuatu; Vietnam; Wallis y Futuna; Yemen y Yibuti.

## Mantenimiento
En cautividad, la corriente debe ser moderada. De lo contrario, se dificulta la extensión de los pólipos, impidiendo que se alimente adecuadamente. Se consiguen los mejores resultados bajo una luz moderada, principalmente con tubos fluorescentes T5.
Requieren de un manejo cuidadoso durante el transporte y aclimatación, teniendo siempre la precaución de no sacarlas nunca del agua con sus pólipos extendidos. Burbujas de aire atrapadas al retrotraer el pólipo producen generalmente infecciones devastadoras causadas por protozoos.

## Conservación y amenazas

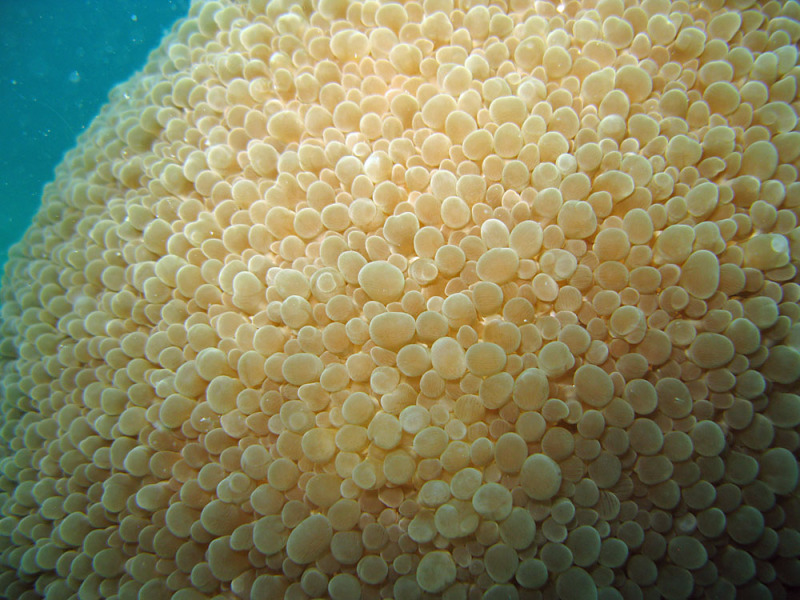
Physogyra lichtensteini, isla Lizard, Australia

La Lista Roja de Especies Amenazadas de la Unión Internacional para la Conservación de la Naturaleza califica esta especie como de Vulnerable A4cd  ver 3.1, a partir de una evaluación de 2008. No obstante, el creciente aumento de la temperatura del mar está incrementando dramáticamente la muerte de corales por blanqueo en todo los océanos, y las proyecciones actuales de los expertos auguran para todo el siglo XXI episodios anuales severos de blanqueo de corales en el 99% de los arrecifes de todo el mundo. De hecho, recientes estudios han constatado que en 2016 ha muerto aproximadamente el 35% de los corales en 84 áreas de las secciones norte y centro de la Gran Barrera de Coral australiana, debido al blanqueo de coral producido por el aumento de la temperatura del mar. También durante 2016, el principal arrecife de Japón, en el archipiélago de Okinawa, sufrió una decoloración por blanqueo del 70% de su extensión, y el arrecife más septentrional del mundo, situado frente a las costas de la isla japonesa de Tsushima, dónde sus aguas templadas suelen evitar episodios de blanqueo, ha sido afectado por primera vez en el 30% de su extensión, según afirma un estudio realizado en diciembre de 2016 por el Instituto Nacional de Estudios Medioambientales de Japón (NIES).
Physogyra es un coral común, pero en las últimas décadas ha descendido notablemente, debido al blanqueo de coral producido por el calentamiento global. Y dado el que está comprobado que el aumento de la temperatura de la superficie marina supone un incremento directo de las enfermedades de los corales,  la previsión de la población global de la especie es incierta.
Las amenazas incluyen: enfermedades como el blanqueo de coral; los daños de tormentas; la sobre-pesca; el turismo sin control, y la actividad humana. Todos estos factores han creado un efecto sinérgico que disminuye en gran medida la supervivencia y el éxito reproductivo del coral. La recuperación natural de los corales es un proceso lento, y se dificulta porque hay muchos inhibidores que influyen en su supervivencia.
En general, la mayor amenaza para la supervivencia de los corales es el cambio climático global, en particular el aumento de la temperatura del agua, que provoca el blanqueo de los corales, incrementa la susceptibilidad a las enfermedades, la severidad del fenómeno climático El Niño-Oscilación del Sur, y la acidificación del océano. Por otro lado, las enfermedades coralinas han emergido como una seria amenaza para los arrecifes de coral en todo el mundo y una causa mayor para el deterioro de los mismos, habiéndose incrementado notablemente en la última década.
Las medidas recomendadas para la conservación de esta especie incluyen la investigación en taxonomía, la población, la abundancia y tendencias, el estado de la ecología y hábitat, amenazas y resistencia a las amenazas, la acción de restauración; identificación, creación y gestión de nuevas áreas protegidas; expansión de las áreas protegidas; gestión de la recuperación; y gestión de la enfermedad, y los parásitos patógenos. La propagación artificial y técnicas como la criopreservación de gametos pueden ser importantes para la conservación de la biodiversidad de corales.
Physogyra está incluida en el Apéndice II de CITES, lo que significa que en los países firmantes de este tratado se requiere un permiso, tanto para su recolección, como para su comercio. En Estados Unidos está prohibida la recolección de corales para fines comerciales.